# Jean Thenaers
Jean Hubert Antoine William Thenaers, né le 14 février 1892 et décédé le 14 mars 1963 fut un homme politique flamand catholique.
Thenaers fut notaire à Wellen (1921-25), puis Saint-Trond (1925-).
Il fut élu conseiller communal (1932-) et bourgmestre (1933-49) de Saint-Trond; sénateur de l'arrondissement de Hasselt-Tongres (1939-46).
Il fut soldat en 1914 et fut décoré de plusieurs médailles de guerre.